# Росоха (Каліський повіт)
Росоха (пол. Rosocha) — село в Польщі, у гміні Блізанув Каліського повіту Великопольського воєводства.
У 1975-1998 роках село належало до Каліського воєводства.